# Carlos Jiménez Villarejo
Carlos Jiménez Villarejo (Málaga, 3 de junio de 1935) es un jurista español, fiscal de profesión (1961-2003), exfiscal anticorrupción. En las elecciones europeas de 2014 fue elegido eurodiputado de Podemos, aunque poco después renunció a su escaño.

## Biografía
Jiménez Villarejo nació en Málaga en 1935. Licenciado en Derecho por la Universidad de Granada, pertenece a una familia de juristas (su hermano José ingresó en la carrera judicial llegando a ser magistrado del Tribunal Supremo y su sobrina Trinidad, también licenciada en Derecho, fue ministra de Asuntos Exteriores y de Cooperación en España). Ingresó por oposición libre en la carrera fiscal. Con 27 años, en 1962 (en plena dictadura franquista) lo nombraron abogado fiscal en la Audiencia Territorial de Barcelona.
A principios de la década de 1970, militó en la oposición antifranquista. En 1972 fue cofundador de la asociación Justicia Democrática y por esos años también militó en el PSUC. En 1973 sufrió un traslado forzoso a Huesca por la defensa de los derechos humanos. Concretamente se trató de su frustrado intento de procesar por la práctica de torturas al jefe de la Brigada Político Social de Manresa. Ese mismo año Justicia Democrática había denunciado la práctica de la tortura en España: «la tortura se sigue empleando, aunque es difícil determinar su frecuencia y hay muchos interesados en que no se determine. En particular en la llamada lucha contra la subversión». En el mismo informe Justicia Democrática señalaba los obstáculos prácticamente insalvables a los que se enfrentaban los jueces y fiscales que querían detener a sus responsables, como le había ocurrido al propio Jiménez Villarejo.
En la década de 1980, ya en la democracia, en su labor como fiscal interpuso una querella a Jordi Pujol por el caso Banca Catalana, que finalmente terminó con un sobreseimiento judicial de los consejeros del banco.
En 1987 fue nombrado Fiscal jefe de la Audiencia de Barcelona, hasta que en 1995 asumió la jefatura de la Fiscalía Especial Anticorrupción. En 2003, durante el gobierno de José María Aznar, fue cesado en el puesto de fiscal anticorrupción, lo que le impulsó a solicitar la jubilación voluntaria, siendo en ese momento el número uno del escalafón de la carrera fiscal en España.
En las elecciones al Parlamento Vasco de 2012 apoyó públicamente la candidatura de Ezker Batua-Berdeak (EB-B).
En las elecciones europeas de 2014 se presentó a las primarias abiertas de Podemos, obteniendo el tercer lugar en lista, aunque declaró que concurría "para impulsar el partido" pues "en ningún caso irá al Parlamento Europeo aunque salga elegido". Finalmente sí que tomó posesión de su cargo pero anunció su retirada el 17 de julio.
El 4 de marzo de 2016, Jiménez Villarejo se desvinculó de Podemos, después de que esta formación decidiera no apoyar al candidato del PSOE a la presidencia del gobierno, Pedro Sánchez.
Jiménez Villarejo cerró de manera simbólica la candidatura del PSC para las elecciones catalanas del 21 de diciembre de 2017 por la circunscripción de Barcelona.

## Actividad civil y pensamiento político
Tras su jubilación, libre de la obligación de reserva de opiniones políticas que le imponía el ocupar un alto cargo como fiscal, acrecienta su actividad pública civil, manifestando su pensamiento jurídico ante diversos temas políticos, participando activamente en diversas organizaciones cívicas de carácter público y privado.

### Delincuencia económica y corrupción
Como jurista ha aportado sus conocimientos legales especializados para ayudar a difundir una conciencia contra los paraísos fiscales en foros públicos y publicados. Es colaborador habitual de la Asociación por la Tasación de las Transacciones y por la Ayuda a los Ciudadanos ATTAC a favor de la abolición de los centros de lavado de dinero.
Es pública y conocida su denuncia de las trabas judiciales que los poderes económicos realizan sobre la judicatura y la fiscalía en España, narrando casos reales que en muchas ocasiones son en primera persona, gracias a su amplia trayectoria profesional.
Especialmente ha sido reconocida su labor pública en Cataluña. En 2010 recibió el galardón de la Cruz de Sant Jordi de la Generalidad de Cataluña
que se otorga "a quienes hayan prestado servicios destacados en Cataluña para la defensa de su identidad o, en un ámbito más general, en el plan cívico y cultural". De forma específica en la publicación oficial le fue reconocida "su lucha jurídica contra la corrupción y la defensa sostenida de los valores democráticos".

### Ética pública y derechos humanos
Sus posiciones políticas no le limitan al establecer críticas públicas dirigidas a políticos de izquierdas cuando carecen de ética política como en el caso de ediles de IU de Sevilla.
Mantiene actividades civiles en el ámbito de la defensa de los derechos humanos siendo partícipe en organismos como el Comité de Ética de Policía de Cataluña en calidad de Presidente del mismo.

Propone la reforma de la Ley de financiación de partidos para poder delimitar e incrementar la ética pública y el control ciudadano de las acciones políticas.

### Ley de Memoria Histórica
Jiménez Villarejo se ha identificado con la defensa de la Ley de Memoria Histórica. En 2008 fue elegido, a propuesta del órgano jurisdiccional, como miembro del grupo de expertos encargado de la búsqueda de fosas comunes y la identificación de las víctimas, que es creado en el sumario contra los crímenes del franquismo. Dicho sumario fue iniciado y promovido por asociaciones de víctimas, ante el juez Baltasar Garzón.

### En defensa de Baltasar Garzón
En 2010, el Tribunal Supremo instruye tres causas contra el juez de la Audiencia Nacional Baltasar Garzón. En defensa de la causa contra el franquismo, Jiménez Villarejo dijo que los magistrados que investigan al juez Garzón “son merecedores de la crítica incluso rotunda”, además de acusarles de constituirse “en instrumento de la actual expresión del fascismo español” por estar a punto de suspender de sus funciones a Garzón a instancias de Falange Española. La portavoz del Consejo General del Poder Judicial, Gabriela Bravo Sanestanislao, pidió respeto para el Tribunal Supremo, manifestando que los ataques realizados por Jiménez Villarejo contra esta institución “exceden el derecho de libertad de expresión”.

### Candidato en el partido Podemos y eurodiputado
En las elecciones europeas de 25 de mayo de 2014 Jiménez Villarejo fue elegido eurodiputado dentro de la candidatura de Podemos. Era tercero en la lista, de la que fueron elegidos los 5 primeros candidatos. Promueve la denominada "Directiva Villarejo" para luchar contra la corrupción. En ella propone medidas como limitar los mandatos de altos cargos a ocho años, recortar sus sueldos, prohibir los créditos de los bancos a los partidos políticos, incorporar al Código Penal el delito de "enriquecimiento ilícito", prohibir que los imputados puedan formar parte de listas electorales o eliminar el aforamiento de los políticos. El día 17 de julio renuncia a su acta de eurodiputado, como había anunciado previamente a las elecciones.

## Libros
- Denis Robert, La justice ou le chaos, Stock, 1996. Entrevistas y retratos de siete jueces anticorrupción: Bernard Bertossa, Edmondo Bruti Liberati, Gherardo Colombo, Benoît Dejemeppe, Baltasar Garzón Real, Carlos Jiménez Villarejo, Renaud Van Ruymbeke (Denis Robert es el periodista que descubrió el Clearstream scandal).
- Jueces, pero parciales.Editorial Pasado&Presente.Barcelona.
- Cataluña, Mitos, Resistencia. Editorial El Viejo Topo.Barcelona.
- Justicia-Democracia
- Memoria Democrática
- Corrupción y Fraudes (Estos tres últimos son las Memorias,editadas por UtopiaLibros. Córdoba).

## Artículos académicos del autor
- Problemas derivados de la internacionalización de la delincuencia económica. Estudios de Derecho Judicial 2004 número 61
- Órganos especializados en relación con el crimen organizado. Audiencia Nacional. Fiscalía especial. Policía judicial. Cuadernos de Derecho Judicial 2001, número 2
- Transnacionalización de la delincuencia y persecución penal. Estudios de Derecho Judicial. 1997. número 6

## Artículos divulgativos del autor
- La corrupción en España inquieta en Europa. Blog 'La Lamentable'.